# Orocrambus tritonellus
Orocrambus tritonellus là một loài bướm đêm trong họ Crambidae.